# 银窝沟乡
银窝沟乡，是中华人民共和国河北省承德市围场满族蒙古族自治县下辖的一个乡。

## 行政区划
银窝沟乡下辖以下地区：
银镇村、麻家营村、上伙房村、西沟门村、大碾子村、马连道村、前道村、水泉村、北山根村、银里村、德安庄村、涞汰沟村、石匣村、查正村、银杖子村和富营子村。